# IC 1279
IC 1279 је спирална галаксија у сазвјежђу Херкул која се налази на листи објеката дубоког неба у Индекс каталогу.
Деклинација објекта је + 36° 0' 27" а ректасцензија 18h 11m 15,4s. Привидна величина (магнитуда) објекта IC 1279 износи 13,5 а фотографска магнитуда 14,3. IC 1279 је још познат и под ознакама UGC 11143, MCG 6-40-9, CGCG 200-9, IRAS 18094+3559, PGC 61518.